# Otylin (województwo wielkopolskie)
Otylin – osada w Polsce, w województwie wielkopolskim, w powiecie pilskim, w gminie Białośliwie.
Do 31 grudnia 2022 miejscowość była częścią wsi Białośliwie.